# Richard Riley
Pour les articles homonymes, voir Riley.
Richard Riley, né le 2 janvier 1933 à Greenville (Caroline du Sud), est un homme politique américain. Membre du Parti démocrate, il est gouverneur de la Caroline du Sud entre 1979 et 1987 puis secrétaire à l'Éducation entre 1993 à 2001 dans l'administration du président Bill Clinton.